# كورت درير
كورت درير (بالإنجليزية: Kurt Dreyer)‏ هو لاعب شطرنج جنوب أفريقي، ولد في 31 يوليو 1909، وتوفي في 29 سبتمبر 1981.

## وصلات خارجية
- كورت درير على موقع مباريات الشطرنج (الإنجليزية)
- كورت درير على موقع 365Chess.com (الإنجليزية)
- كورت درير سجل أولمبياد الشطرنج على موقع OlimpBase.org (الإنجليزية)